# Berejanka, Lanivți
Berejanka (în ucraineană Бережанка) este localitatea de reședință a comunei Berejanka din raionul Lanivți, regiunea Ternopil, Ucraina.

## Demografie
Componența lingvistică a localității Berejanka
     Ucraineană (99,27%)
     Alte limbi (0,73%)
Conform recensământului din 2001, majoritatea populației localității Berejanka era vorbitoare de ucraineană (99,27%), existând în minoritate și vorbitori de alte limbi.